# Bourcia
Bourcia ist eine Ortschaft und eine Commune déléguée in der französischen Gemeinde Val Suran mit 106 Einwohnern (Stand: 1. Januar 2019) im Département Jura in der Region Bourgogne-Franche-Comté. 
Die Gemeinde Bourcia wurde am 1. Januar 2017 mit Louvenne, Saint-Julien und Villechantria zur neuen Gemeinde Val Suran zusammengeschlossen. Sie gehörte zum Arrondissement Lons-le-Saunier und zum Kanton Saint-Amour.

## Geografie
Der höchste Punkt der Gemeinde befand sich an der Ostseite der Gemeindegemarkung auf 770 m im Bereich des Bergmassivs Signal de Nivigne. Die Nachbargemeinden waren La Balme-d’Épy im Norden, Villechantria, Broissia und Montfleur im Nordosten, Pouillat im Osten und Südosten, Chavannes-sur-Suran im Süden, Treffort-Cuisiat im Südwesten, Courmangoux und Val-Revermont mit Pressiat im Westen sowie Val-d’Épy und Salavre im Nordwesten.

## Bevölkerungsentwicklung
| 1962 | 1968 | 1975 | 1982 | 1990 | 1999 | 2006 | 2017 |
| ---- | ---- | ---- | ---- | ---- | ---- | ---- | ---- |
| 145  | 113  | 100  | 78   | 86   | 110  | 120  | 119  |

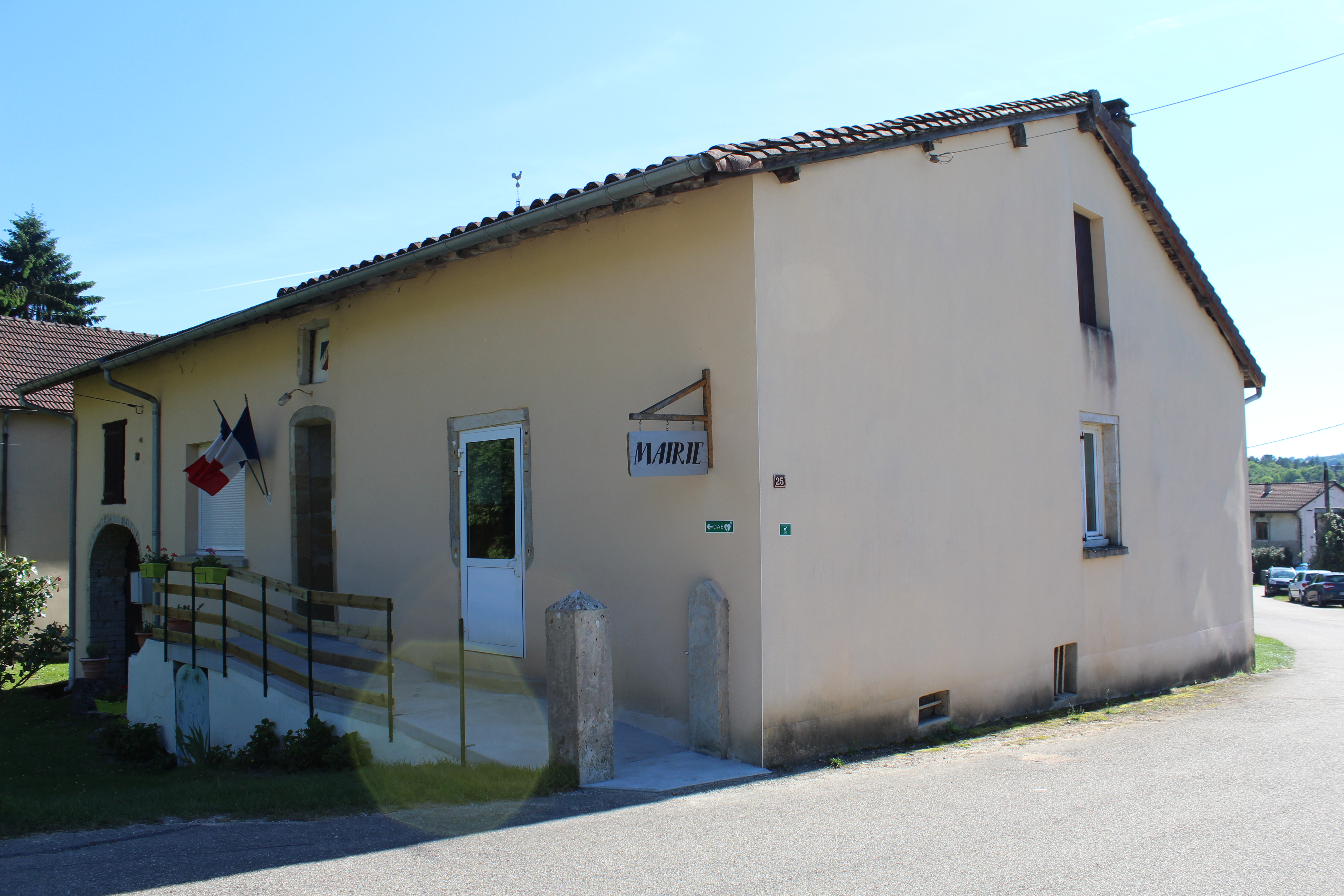
Ehemalige Mairie Bourcia
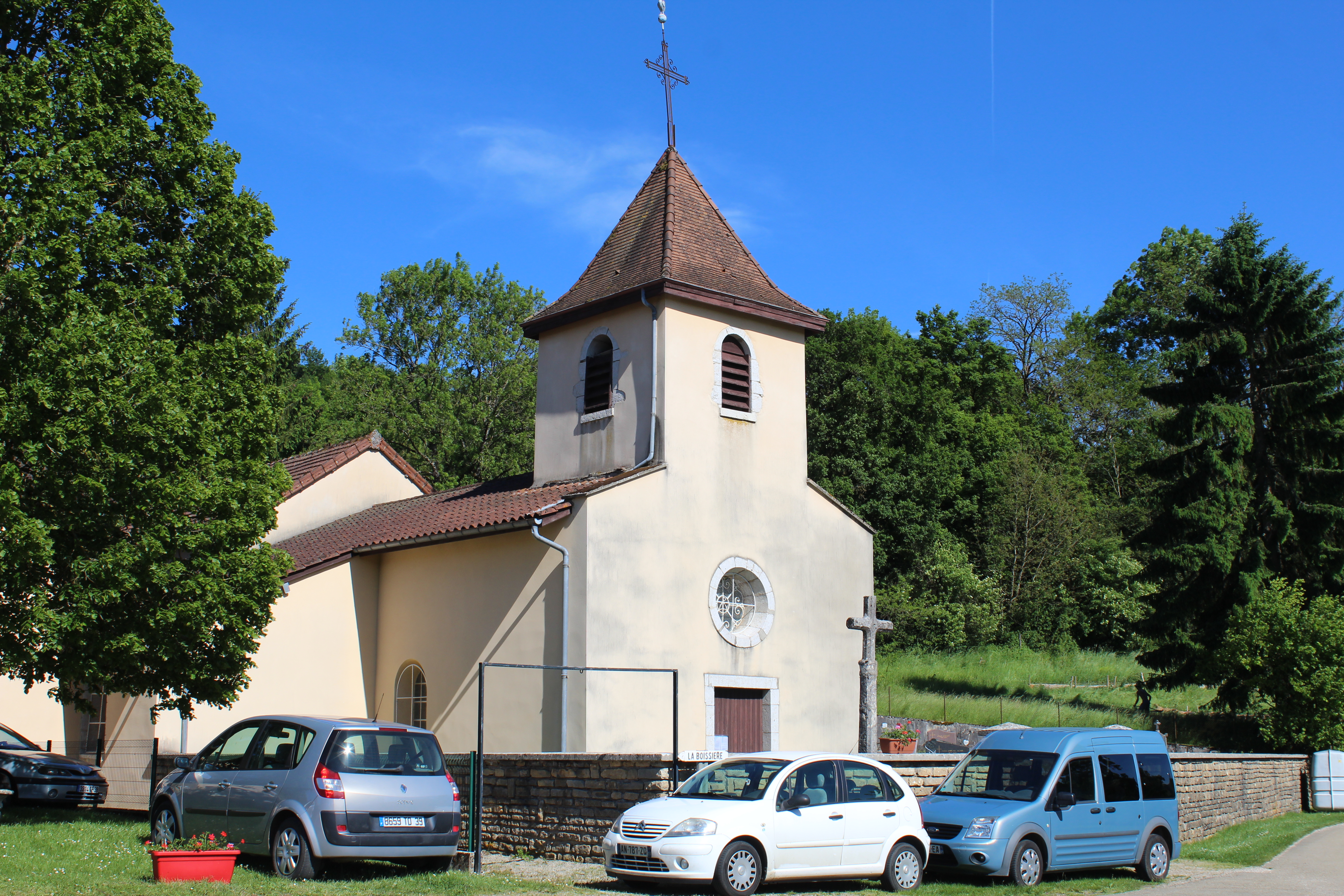
Kirche Saint-Gengulohe
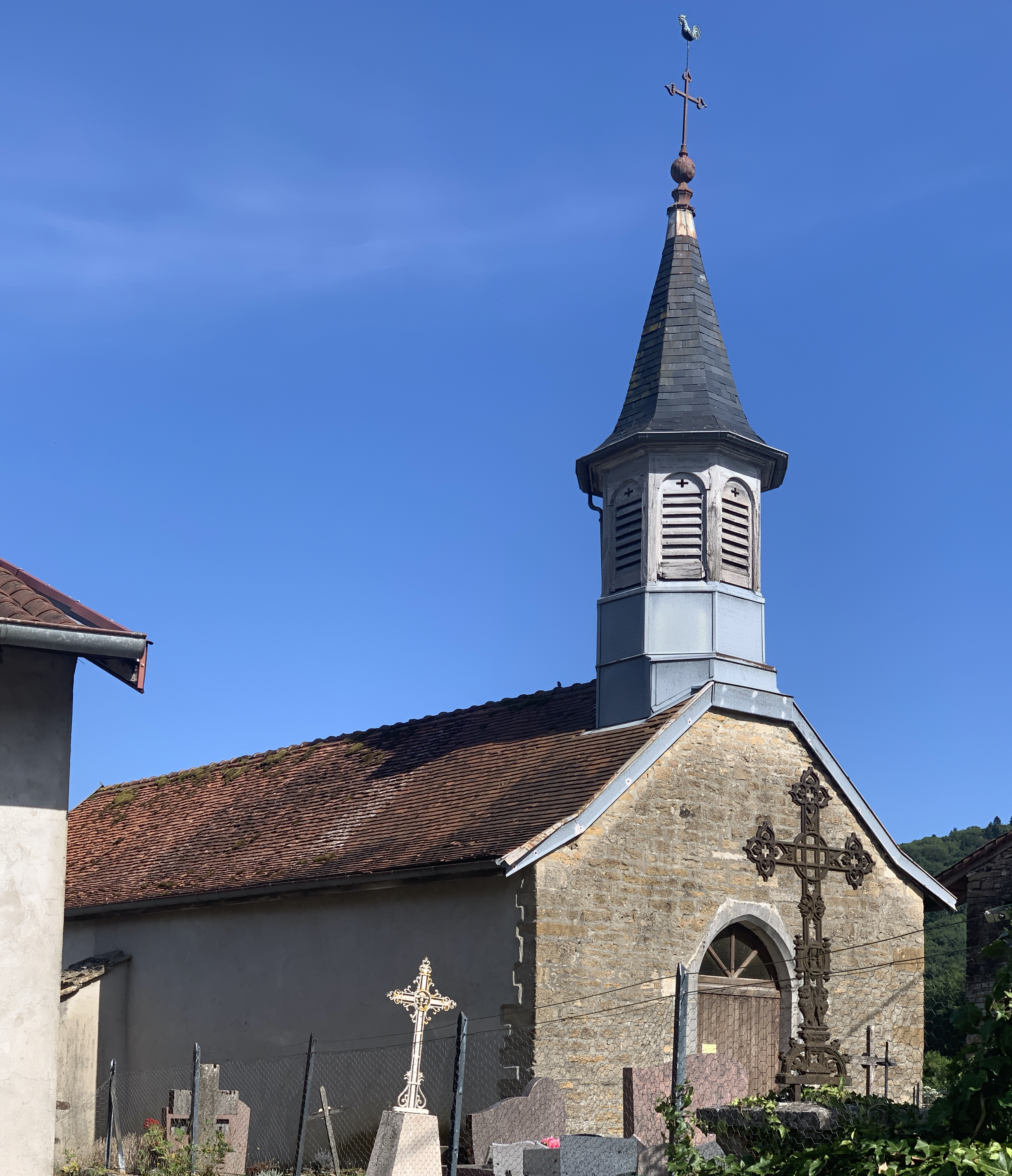
Kapelle Saint-Léger im Weiler Civria
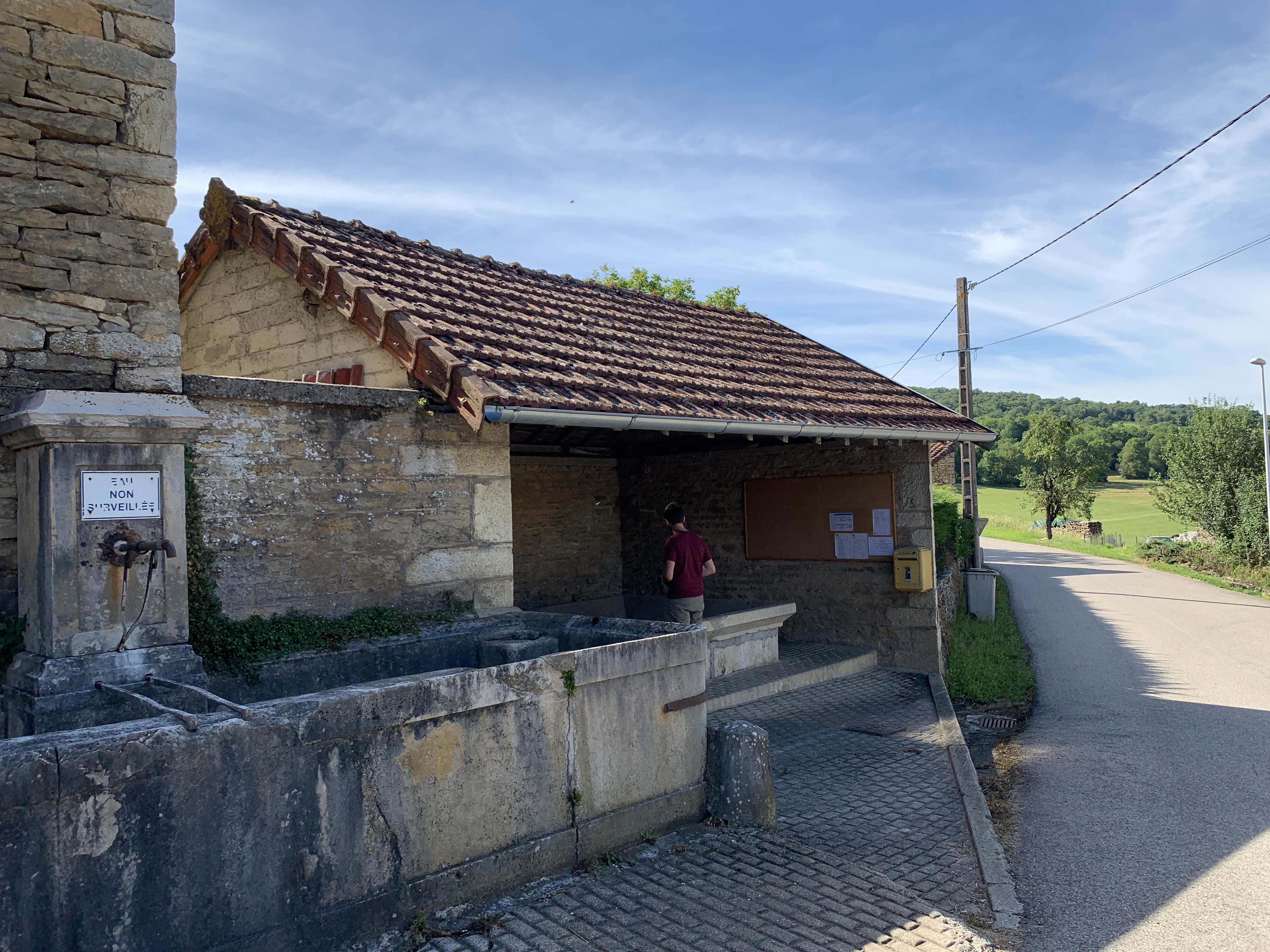
Waschhaus im Weiler Civria